# Bikrik
Bikrik ist eine Insel des Kwajalein-Atolls in der Ralik-Kette im ozeanischen Staat der Marshallinseln (RMI).

## Geographie
Das Motu liegt zusammen mit Bokan, Elenak, Aoj, Nennar und Jein am Westende des Atolls zwischen  Mejatto und Ebadon. Das Motu ist durch einen Damm mit Elenak verbunden.

## Klima
Das Klima ist tropisch heiß, wird jedoch von ständig wehenden Winden gemäßigt. Ebenso wie die anderen Orte der Kwajalein-Gruppe wird Bikrik gelegentlich von Zyklonen heimgesucht.